# Република Косово (1990—2000)
Република Косово (алб. Republika e Kosovës) или Прва Република Косово, била је самопроглашена квазидржава у југоисточној Европи, која је проглашена 1990. Првобитно је претендовала да буде посебна федерална јединица у саставу Социјалистичке Федеративне Републике Југославије (1990—1991), а потом се прогласила за самосталну државу (1991—1999). Настојала је да успостави сопствене политичке институције на подручју Косова и Метохије, супротстављајући се легалним државним органима Републике Србије и Савезне Републике Југославије. Застава коју је користила наликовала је застави Албаније, са сличним симболом на истој позадини.

## Историја
Крајем јуна 1990, део албанских делегата у Скупштини САП Косова покренуо је иницијативу за проглашење САП Косова за посебну републику у саставу СФРЈ, изван СР Србије. Тај предлог био је у супротности са тадашњим Уставом САП Косова, који је ту аутономну покрајину дефинисао као саставни део СР Србије. Не желећи да саучествује у кршењу Устава САП Косова и нарушавању уставног поретка СР Србије и СФРЈ, тадашњи председник Скупштине САП Косова Вукашин Јокановић није дозволио да тај орган буде злоупотребљен за доношење противуставних одлука, што је довело до одлагања расправе о спорним иницијативама.
Настојећи да реализује своје иницијативе, већа група албанских делегата покушала је 2. јула да уђе у зграду Скупштине САП Косова у Приштини, што им је било онемогућено. Стога су се окупили на улици испред скупштинског здања, где су усвојили Уставну декларацију о проглашењу Републике Косово као посебне федералне јединице у саставу СФРЈ, изван састава СР Србије. То је било у супротности са Уставом САП Косова, а уједно и са уставним поретком СР Србије и СФРЈ, што је изазвало реакцију надлежних државних органа. Скупштина СР Србије је 5. јула 1990. усвојила Закон о престанку рада Скупштине Социјалистичке Аутономне Покрајине Косово и Извршног већа Скупштине Социјалистичке Аутономне Покрајине Косово.
Не прихватајући одлуку о распуштању покрајинских органа, група сепаратистички оријентисаних албанских делегата из распуштеног сазива Скупштине САП Косова састала се 7. септембра 1990. на скупу у Качанику, где је извршено проглашење Устава Републике Косово, који је по месту проглашења постао познат као Качанички устав. Усвајањем тог квазиуставног акта, албански спаратистички покрет је извршио нови насртај на још увек важећи Устав САП Косова и уставни поредак СР Србије и СФРЈ.
Поменутим противуставним актима албанског сепаратистичког покрета од 2. јула и 7. септембра (1990), извршено је дезавуисање тадашњег Устава САП Косова, а недуго потом Скупштина СР Србије је 28. септембра 1990. усвојила нови Устав Републике Србије, којим је САП Косову враћен претходни назив: Аутономна Покрајина Косово и Метохија.
Окренувши се отворено не само против Србије, већ и против Југославије, албански сепаратисти су 22. септембра 1991. донели одлуку којом се Република Косово проглашава за независну државу, чиме је извршено ново нарушавање територијалног интегритета и уставног поретка још увек постојеће СФРЈ. Декларацију о проглашењу независности подржало наводних 99% гласача на нелегалном референдуму који је међу косовско-метохијским Албанцима одржан од 26. до 30. септембра 1991.
Тадашња Народна Социјалистичка Република Албанија била је једина држава која је признала Републику Косово, чији су органи (Скупштина, Влада, председник) наставили да делују илегално на подручју Косова и Метохије, а такође и у емиграцији, све до 1999, када је одлуком УНМИК-а успостављена заједничка привремена административна структура, након чега су органи Републике Косово угашени током 2000, а УНМИК је потом установио привремене институције самоуправе (2001).

### Рат на Косову и Метохији
Од 1995. године надаље, тензије у региону су ескалирале и довеле до рата на Косову и Метохији који је почео 1998, а водио се између СР Југославије и терористичке Ослободилачке војске Косова (ОВК). Кампања коју је предводила ОВК наставила се у јануару 1999, а светским медијима је скренута пажња случајем Рачак. Касније тог пролећа у Рамбујеу одржана је међународна конференција која је довела до предлога мировног споразума (преговори у Рамбујеу).
Неуспех преговора у Рамбујеу довело је до НАТО бомбардовања Југославије које је трајало од 24. марта до 11. јуна, када су југословенске власти потписале Војно-технички споразум у Куманову којим је снагама НАТО-а (КФОР) и међународној цивилној мисији (УНМИК) омогућено да уђу на Косово и Метохију.
УНМИК је преузео контролу над Косовом и Метохијом. Привремене институције самоуправе су успостављене да би се омогућило политичким лидерима на Косову и Метохији да буду заступљени у одлукама. ОВК је распуштена и замењена је Косовским заштитним корпусом, лако наоружаном цивилном организацијом за реаговање у ванредним ситуацијама.

## Паралелне институције
Албанци су организовали покрет отпора, стварајући низ паралелних институција у областима образовања, медицине и опорезивања. Отворене су нове школе, а куће су претворене у школске објекте, укључујући средње школе и универзитете. На паралелним изборима изабрани су нови лидери, формирајући нову државу у земљи. Због репресије, нова власт је имала седиште у егзилу. Постојала је паралелна фудбалска лига, након што су сви спортисти протерани са стадиона и спортских објеката.

## Влада
| Функција             | Име            | Период                                                          | Напомене                                       | Реф.   |
| -------------------- | -------------- | --------------------------------------------------------------- | ---------------------------------------------- | ------ |
| Председник           | Ибрахим Ругова | 1992—2000.                                                      | У егзилу у Италији од 5. маја до 15. јула 1999 | [ 13 ] |
| Премијер             |                |                                                                 |                                                | [ 13 ] |
| Бујар Букоши         | 1991—2000.     | У егзилу у Љубљани, затим од маја 1992. до августа 1999. у Бону |                                                | [ 13 ] |
| Хашим Тачи           | 1999—2000.     | Привремени премијер у опозицији                                 |                                                | [ 13 ] |
| Председник Скупштине | Иљаз Рамајли   | 1990—1992.                                                      |                                                | [ 13 ] |